# Acacia parramattensis
Acacia parramattensis é uma espécie de leguminosa do gênero Acacia, pertencente à família Fabaceae.